# Saint-Bauzille-de-Montmel
 Saint-Bauzille-de-Montmel  es una población y comuna francesa, situada en la región de Occitania, departamento de Hérault, en el distrito de Lodève y cantón de Saint-Gély-du-Fesc.

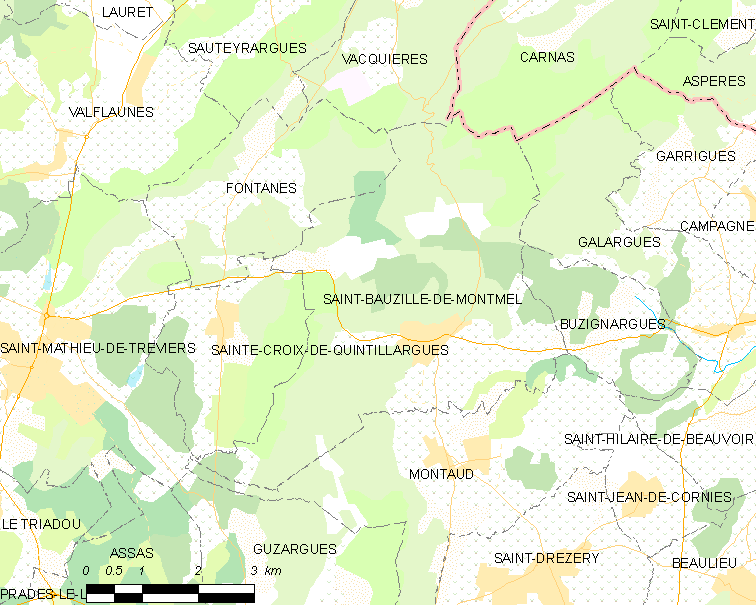
Mapa

## Demografía
| 330 | 354 | 370 | 456 | 479 | 734 | 997 |
| Para los censos de 1962 a 1999 la población legal corresponde a la población sin duplicidades (Fuente: INSEE [Consultar]) |     |     |     |     |     |     |